# Darryl Sittler
Darryl Glen Sittler, född 18 september 1950 i Kitchener, Ontario, är en kanadensisk före detta professionell ishockeyspelare som spelade i NHL mellan 1970 och 1985 för Toronto Maple Leafs, Philadelphia Flyers och Detroit Red Wings.
Sittler spelade tre år i juniorlaget London Knights innan han valdes av Toronto som nummer 8 i amatördraften till NHL 1970, han debuterade säsongen som följde. Efter ett par dåliga säsonger blev Sittler snart en av Torontos bästa offensiva spelare under 1970-talet och 1975 blev han även lagkapten. 7 februari 1976 satte Sittler NHL-rekord för antalet poäng under en match i en match mot Boston Bruins. Toronto vann med 11-4 och Sittler gjorde 10 poäng fördelat på 6 mål och 4 assist. Rekordet står sig än idag.
Sittler stannade i Toronto Maple Leafs till säsongen 1981–82 då han blev bortbytt till Philadelphia Flyers. Efter tre säsonger i Philadelphia blev han bortbytt till Detroit Red Wings där han spelade en säsong innan han avslutade karriären. Darryl Sittler blev den sjuttonde spelaren att nå 1000 poäng under NHL-karriären.
Darryl Sittler var nära vän med Börje Salming sedan åren i Maple Leafs.

## Statistik

### Klubbkarriär
| 1967–68    | London Nationals    | OHA        | 54   | 22  | 41  | 63   | 84  | 5  | 5  | 2  | 7  | 6   |
| 1968–69    | London Knights      | OHA        | 53   | 34  | 65  | 99   | 90  | 6  | 2  | 5  | 7  | 11  |
| 1969–70    | London Knights      | OHA        | 54   | 42  | 48  | 90   | 126 | 12 | 4  | 12 | 16 | 32  |
| 1970–71    | Toronto Maple Leafs | NHL        | 49   | 10  | 8   | 18   | 37  | 6  | 2  | 1  | 3  | 31  |
| 1971–72    | Toronto Maple Leafs | NHL        | 74   | 15  | 17  | 32   | 44  | 3  | 0  | 0  | 0  | 2   |
| 1972–73    | Toronto Maple Leafs | NHL        | 78   | 29  | 48  | 77   | 69  | –  | –  | –  | –  | –   |
| 1973–74    | Toronto Maple Leafs | NHL        | 78   | 38  | 46  | 84   | 55  | 4  | 2  | 1  | 3  | 6   |
| 1974–75    | Toronto Maple Leafs | NHL        | 72   | 36  | 44  | 80   | 47  | 7  | 2  | 1  | 3  | 15  |
| 1975–76    | Toronto Maple Leafs | NHL        | 79   | 41  | 59  | 100  | 90  | 10 | 5  | 7  | 12 | 19  |
| 1976–77    | Toronto Maple Leafs | NHL        | 73   | 38  | 52  | 90   | 89  | 9  | 5  | 16 | 21 | 4   |
| 1977–78    | Toronto Maple Leafs | NHL        | 80   | 45  | 72  | 117  | 100 | 13 | 3  | 8  | 11 | 12  |
| 1978–79    | Toronto Maple Leafs | NHL        | 70   | 36  | 51  | 87   | 69  | 6  | 5  | 4  | 9  | 17  |
| 1979–80    | Toronto Maple Leafs | NHL        | 73   | 40  | 57  | 97   | 62  | 3  | 1  | 2  | 3  | 10  |
| 1980–81    | Toronto Maple Leafs | NHL        | 80   | 43  | 53  | 96   | 77  | 3  | 0  | 0  | 0  | 4   |
| 1981–82    | Toronto Maple Leafs | NHL        | 38   | 18  | 20  | 38   | 24  | –  | –  | –  | –  | –   |
| 1981–82    | Philadelphia Flyers | NHL        | 35   | 14  | 18  | 32   | 50  | 4  | 3  | 1  | 4  | 6   |
| 1982–83    | Philadelphia Flyers | NHL        | 80   | 43  | 40  | 83   | 60  | 3  | 1  | 0  | 1  | 4   |
| 1983–84    | Philadelphia Flyers | NHL        | 76   | 27  | 36  | 63   | 38  | 3  | 0  | 2  | 2  | 7   |
| 1984–85    | Detroit Red Wings   | NHL        | 61   | 11  | 16  | 27   | 37  | 2  | 0  | 2  | 2  | 0   |
| Totalt OHA | Totalt OHA          | Totalt OHA | 161  | 98  | 154 | 252  | 300 | 23 | 11 | 19 | 30 | 49  |
| Totalt NHL | Totalt NHL          | Totalt NHL | 1096 | 484 | 637 | 1121 | 948 | 76 | 29 | 45 | 74 | 137 |